# Temporada 1920 de las Grandes Ligas de Béisbol
La Temporada 1920 de las Grandes Ligas de Béisbol fue la vigésima temporada de las Grandes Ligas de Béisbol desde su unificación y la decimoséptima con Serie Mundial. Los Cleveland Indians derrotaron a los Brooklyn Robins por 5-2 para ganar la Serie Mundial.

## Estadísticas
|                        | \| Liga Americana[2] \| \| \| \| \| \| Club \| G \| P \| PG % \| GB \| \| Cleveland Indians \| 98 \| 56 \| .636 \| - \| \| Chicago White Sox \| 96 \| 58 \| .623 \| 2.0 \| \| New York Yankees \| 95 \| 59 \| .617 \| 3.0 \| \| St. Louis Browns \| 76 \| 77 \| .497 \| 21.5 \| \| Boston Red Sox \| 72 \| 81 \| .471 \| 25.5 \| \| Washington Senators \| 68 \| 84 \| .447 \| 29.0 \| \| Detroit Tigers \| 61 \| 93 \| .396 \| 37.0 \| \| Philadelphia Athletics \| 48 \| 106 \| .312 \| 50.0 \| |     |      |      |
| Liga Americana         | |     |      |      |
| Club                   | G | P   | PG % | GB   |
| Cleveland Indians      | 98 | 56  | .636 | -    |
| Chicago White Sox      | 96 | 58  | .623 | 2.0  |
| New York Yankees       | 95 | 59  | .617 | 3.0  |
| St. Louis Browns       | 76 | 77  | .497 | 21.5 |
| Boston Red Sox         | 72 | 81  | .471 | 25.5 |
| Washington Senators    | 68 | 84  | .447 | 29.0 |
| Detroit Tigers         | 61 | 93  | .396 | 37.0 |
| Philadelphia Athletics | 48 | 106 | .312 | 50.0 |

|                       | \| Liga Nacional[3] \| \| \| \| \| \| Club \| G \| P \| PG % \| GB \| \| Brooklyn Robins \| 93 \| 61 \| .604 \| - \| \| New York Giants \| 86 \| 68 \| .558 \| 7.0 \| \| Cincinnati Reds \| 82 \| 71 \| .536 \| 10.5 \| \| Pittsburgh Pirates \| 79 \| 75 \| .511 \| 14.0 \| \| St. Louis Cardinals \| 75 \| 79 \| .487 \| 18.0 \| \| Chicago Cubs \| 75 \| 79 \| .487 \| 18.0 \| \| Boston Braves \| 62 \| 90 \| .408 \| 30.0 \| \| Philadelphia Phillies \| 62 \| 91 \| .405 \| 30.5 \| |    |      |      |
| Liga Nacional         | |    |      |      |
| Club                  | G | P  | PG % | GB   |
| Brooklyn Robins       | 93 | 61 | .604 | -    |
| New York Giants       | 86 | 68 | .558 | 7.0  |
| Cincinnati Reds       | 82 | 71 | .536 | 10.5 |
| Pittsburgh Pirates    | 79 | 75 | .511 | 14.0 |
| St. Louis Cardinals   | 75 | 79 | .487 | 18.0 |
| Chicago Cubs          | 75 | 79 | .487 | 18.0 |
| Boston Braves         | 62 | 90 | .408 | 30.0 |
| Philadelphia Phillies | 62 | 91 | .405 | 30.5 |

## Serie Mundial 1920
|  | Serie Mundial     |                   |   |  |
|  |                   |                   |   |  |
|  | Cleveland Indians | Cleveland Indians | 5 |  |
|  | Cleveland Indians | Cleveland Indians | 5 |  |
|  | Brooklyn Robins   | Brooklyn Robins   | 2 |  |
|  | Brooklyn Robins   | Brooklyn Robins   | 2 |  |

|                                                           |
| Campeón de las Grandes Ligas Cleveland Indians 1.º título |